# Edward Białogłowski

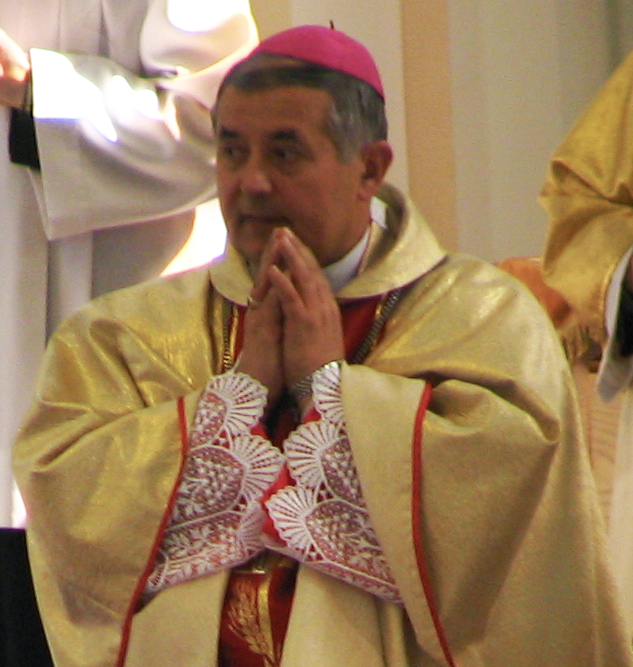
Weihbischof Edward Białogłowski

Wappen von Edward Eugeniusz Bialoglowski

Edward Eugeniusz Białogłowski (* 8. Januar 1947 in Rzeplin bei Pruchnik) ist ein polnischer römisch-katholischer Geistlicher und emeritierter Weihbischof in Rzeszów.

## Leben
Edward Białogłowski empfing am 17. Juni 1972 durch den Bischof von Przemyśl, Ignacy Tokarczuk, das Sakrament der Priesterweihe.
Am 28. November 1987 ernannte ihn Papst Johannes Paul II. zum Titularbischof von Pomaria und bestellte ihn zum Weihbischof in Przemyśl. Der Bischof von Przemyśl, Ignacy Tokarczuk, spendete ihm am 6. Januar 1988 die Bischofsweihe; Mitkonsekratoren waren der Bischof von Tarnów, Jerzy Karol Ablewicz, und der Apostolische Administrator von Lemberg, Marian Jaworski. Johannes Paul II. bestellte ihn am 25. März 1992 zum Weihbischof im mit gleichem Datum errichteten Bistum Rzeszów. Edward Białogłowski ist zudem Generalvikar des Bistums Rzeszów.
Papst Franziskus nahm am 26. Januar 2022 das von Edward Białogłowski aus Altersgründen vorgebrachte Rücktrittsgesuch an.
Edward Białogłowski ist Mitglied ad honorem der Internationalen Marianischen Päpstlichen Akademie.